# Kenworth W900
Kenworth W900 — крупнотоннажный грузовик американской компании Kenworth класса 8. Как правило, тягач, классической капотной компоновки с кабиной, расположенной за двигателем, двумя ведущими осями. В производстве с 1961 года, является одной из самых длительно производящихся автомобильных моделей. Известен своим длинным капотом и отличительным внешним видом. Расстояние от бампера до конца кабины, до начала спального модуля, в варианте W900l (Long) составляет 130 дюймов (330 сантиметров). Несмотря на то, что компанией производятся более аэродинамические модели грузовиков, такие как T600 и последующие версии, классический W900 остаётся в производстве благодаря своей популярности у владельцев-операторов.

## Разное и общее с другими моделями
Фактически W900 является модификацией таких моделей как Т2000 и K800.
W900 сохранил внешний вид грузовиков, выпускавшихся с 1960-х годов.

## В кино
- W900 появлялся в фильме «Полицейский и бандит», в котором снимался певец Джерри Рид.
- W900 появлялся в фильме «Лицензия на убийство».
- W900 появлялся в фильме «Ледяной драйв» (2021).